# Bell Center
Bell Center è un comune degli Stati Uniti, situato in Wisconsin, nella Contea di Crawford.